# Жуль Кунде
Жуль Кунде (фр. Jules Koundé, нар. 12 листопада 1998, Париж) — французький футболіст бенінського походження, захисник іспанської «Барселони» і збірної Франції.

## Ігрова кар'єра
Народився 12 листопада 1998 року в місті Париж. Вихованець футбольної школи клубу «Бордо». З 2016 року став виступати за дублюючу команду клубу, в якій провів два сезони, взявши участь у 30 матчах чемпіонату.
За дорослу команду «Бордо» дебютував 7 січня 2018 року в матчі 1-го раунду Кубка Франції проти «Гранвіля». У чемпіонаті Франції перший матч зіграв 13 січня проти «Труа», в рамках 20-го туру. Всього в сезоні 2017/18 зіграв 18 матчів і забив 2 голи в чемпіонаті.
Влітку 2022 року Жуль Кунде перейшов до «Барселони», ставши найдорожчив продажем «Севільї».

## Статистика виступів

### Статистика клубних виступів
| Сезон               | Команда             | Чемпіонат           | Чемпіонат | Чемпіонат | Національний кубок | Національний кубок | Національний кубок | Континентальні кубки | Континентальні кубки | Континентальні кубки | Інші змагання | Інші змагання | Інші змагання | Усього | Усього | Усього |
| Сезон               | Команда             | Ліга                | Ігор      | Голів     | Ліга               | Ігор               | Голів              | Ліга                 | Ігор                 | Голів                | Ліга          | Ігор          | Голів         | Ігор   | Голів  |        |
| ------------------- | ------------------- | ------------------- | --------- | --------- | ------------------ | ------------------ | ------------------ | -------------------- | -------------------- | -------------------- | ------------- | ------------- | ------------- | ------ | ------ | ------ |
| 2017–18             | «Бордо»             | Л1                  | 18        | 2         | КФ+КЛ              | 1+0                | 0                  |                      | -                    | -                    |               | -             | -             | 19     | 2      |        |
| 2018–19             | «Бордо»             | Л1                  | 37        | 0         | КФ+КЛ              | 1+3                | 0                  | ЛЄ                   | 10                   | 2                    |               | -             | -             | 51     | 2      |        |
| Усього за «Бордо»   | Усього за «Бордо»   | Усього за «Бордо»   | 55        | 2         |                    | 5                  | 0                  |                      | 10                   | 2                    |               | -             | -             | 70     | 4      |        |
| 2019–20             | «Севілья»           | ПД                  | 29        | 1         | КІ                 | 2                  | 1                  | ЛЄ                   | 9                    | 0                    |               | -             | -             | 40     | 2      |        |
| 2020–21             | «Севілья»           | ПД                  | 34        | 2         | КІ                 | 7                  | 1                  | ЛЧ                   | 7                    | 1                    | СУ            | 1             | 0             | 49     | 4      |        |
| 2021–22             | «Севілья»           | ПД                  | 32        | 2         | КІ                 | 3                  | 1                  | ЛЧ+ЛЄ                | 5+4                  | 0                    |               | -             | -             | 44     | 3      |        |
| Усього за «Севілью» | Усього за «Севілью» | Усього за «Севілью» | 95        | 5         |                    | 12                 | 3                  |                      | 25                   | 1                    |               | 1             | 0             | 133    | 9      |        |
| Усього за кар'єру   | Усього за кар'єру   | Усього за кар'єру   | 150       | 7         |                    | 17                 | 3                  |                      | 35                   | 3                    |               | 1             | 0             | 203    | 13     |        |

### Статистика виступів за збірні
Станом на 10 червня 2022 року
| Дата       | Місто         | Господарі  | Результат | Гості                | Турнір                                    | Голи | Примітки |
| ---------- | ------------- | ---------- | --------- | -------------------- | ----------------------------------------- | ---- | -------- |
| 2-6-2021   | Ніцца         | Франція    | 3 – 0     | Уельс                | товариський матч                          | -    | 46'      |
| 23-6-2021  | Будапешт      | Португалія | 2 – 2     | Франція              | ЧЄ 2020 - груповий етап                   | -    |          |
| 1-9-2021   | Страсбург     | Франція    | 1 – 1     | Боснія і Герцеговина | Відбір до ЧС 2022                         | -    | 51'      |
| 7-10-2021  | Турин         | Бельгія    | 2 – 3     | Франція              | Ліга націй УЄФА 2020—2021 - Півфінал      | -    |          |
| 10-10-2021 | Мілан         | Іспанія    | 1 – 2     | Франція              | Ліга націй УЄФА 2020—2021 - Фінал         | -    | 55'      |
| 13-11-2021 | Париж         | Франція    | 8 – 0     | Казахстан            | Відбір до ЧС 2022                         | -    |          |
| 16-11-2021 | Гельсінкі     | Фінляндія  | 0 – 2     | Франція              | Відбір до ЧС 2022                         | -    | 57'      |
| 25-3-2022  | Марсель       | Франція    | 2 – 1     | Кот-д'Івуар          | товариський матч                          | -    |          |
| 29-3-2022  | Вільнев-д'Аск | Франція    | 5 – 0     | ПАР                  | товариський матч                          | -    | 80'      |
| 3-6-2022   | Сен-Дені      | Франція    | 1 – 2     | Данія                | Ліга націй УЄФА 2022—2023 - груповий етап | -    | 90+2'    |
| 13-6-2022  | Сен-Дені      | Франція    | 0 – 1     | Хорватія             | Ліга націй УЄФА 2022—2023 - груповий етап | -    | 46'      |
| Усього     |               | Матчів     | 11        |                      | Голів                                     | 0    |          |

| Дата       | Місто     | Господарі   | Результат | Гості       | Турнір                              | Голи | Примітки |
| ---------- | --------- | ----------- | --------- | ----------- | ----------------------------------- | ---- | -------- |
| 4-9-2020   | Горі      | Грузія      | 0 – 2     | Франція     | Кваліфікація молодіжного Євро-2021  | -    |          |
| 7-9-2020   | Сумгаїт   | Азербайджан | 1 – 2     | Франція     | Кваліфікація молодіжного Євро-2021  | -    |          |
| 8-10-2020  | Страсбург | Франція     | 5 – 0     | Ліхтенштейн | Кваліфікація молодіжного Євро-2021  | -    | 64'      |
| 12-10-2020 | Страсбург | Франція     | 1 – 0     | Словаччина  | Кваліфікація молодіжного Євро-2021  | 1    |          |
| 16-11-2020 | Кан       | Франція     | 3 – 1     | Швейцарія   | Кваліфікація молодіжного Євро-2021  | -    |          |
| 25-3-2021  | Сомбатгей | Франція     | 0 – 1     | Данія       | Молодіжне Євро-2021 - груповий етап | -    |          |
| 28-3-2021  | Сомбатгей | Росія       | 0 – 2     | Франція     | Молодіжне Євро-2021 - груповий етап | -    | кап.     |
| 31-3-2021  | Дьєр      | Ісландія    | 0 – 2     | Франція     | Молодіжне Євро-2021 - груповий етап | -    |          |
| Усього     |           | Матчів      | 8         |             | Голів                               | 1    |          |

## Досягнення
Франція
- Віце-чемпіон світу (1): 2022
- Переможець Ліги націй УЄФА (1): 2021-22

«Севілья»
- Володар Ліги Європи (1): 2019-20[9]

«Барселона»
- Чемпіон Іспанії (2): 2022-23, 2024-25
- Володар Суперкубка Іспанії (2): 2022, 2024
- Володар Кубка Іспанії (1): 2024-25